# Cameron Creek (West Fork Trinity River)
Der Cameron Creek (auch bekannt als Camberon Creek oder Hunt Creek) ist ein Fluss im Jack County, im US-Bundesstaat Texas, in den Vereinigten Staaten. Er entspringt 9,7 Kilometer westlich von Jermyn und fließt 29 Kilometer in nordöstliche Richtung, wo er 6,4 Kilometer südöstlich von Antelope, im Young County, in den West Fork Trinity River mündet.
Der Flussname ist eine Abwandelung in Anlehnung an eine Pionier-Familie im Jack County aus früheren Zeiten. Das Flussgelände ist abschüssig und umgeben von Steilhängen und durchläuft hauptsächlich Lehmboden beziehungsweise führt sandigen Lehm. Die begrenzte Prärie-Vegetation besteht hauptsächlich aus Gras- und Strauchlandschaften.
Die vom USGS offizielle Angabe zur Höhe über dem Meeresspiegel der Mündung beträgt 292 Meter.